# Banater Sphinx
Die Banater Sphinx (rumänisch Sfinxul Bănățean, auch Sfinxul de la Topleț oder Capul Turcului) ist ein Naturschutzgebiet der IUCN-Kategorie III, Naturdenkmal, am linken Cernaufer, im Kreis Caraș-Severin, im Südwesten Rumäniens. Die Banater Sphinx ist ein Megalith nördlich des Dorfes Bârza, auf der Gemarkung der Gemeinde Topleț.

## Lage
Die Banater Sphinx befindet sich an der Europastraße E 70 București–Timișoara zwischen Orșova (10 km) und Băile Herculane (7 km), von Băile Herculane flussabwärts in Richtung Topleț, beim Kilometerstein 380.

## Beschreibung
Die Banater Sphinx wurde 1982 zum  Naturdenkmal erklärt und ist seit 1990 Teil des Nationalparks Domogled-Valea Cernei.
Sie erstreckt sich über eine Fläche von einem halben Hektar und besteht aus Sedimentgestein mit steilen Felswänden und Geröll.
Die Vegetation des Schutzgebietes hat seltene Arten vorzuweisen, wie der Gemeine Flieder (Syringa vulgaris), die Manna-Esche (Fraxinus ornus) oder die Windblumen-Königskerze (Verbascum phlomoides).
Der 16 Meter hohe und 8 Meter breite Megalith, der bereits von Weitem gut zu erkennen ist, entstand im Laufe der Jahrhunderte durch Wind- und Wassererosion. Seinen Namen verdankt er der Ähnlichkeit mit einem menschlichen Kopf. Die Banater Sphinx wird häufig mit einem  helmtragenden Dakerkopf verglichen.
Am Ortseingang zu Topleț sieht man an zwei Stellen Reste des Aquädukts, den die Türken 1739 bauten, um die Grenze zu Österreich weiter nach Westen zu verlegen und Orschowa zu behalten, was jedoch nicht gelang. So entstand die erste geschweißte Kurvenbrücke Europas.